# Ваља Уриешулуј (Муреш)
Ваља Уриешулуј (рум. Valea Urieșului) насеље је у Румунији у округу Муреш у општини Ваља Ларга. Oпштина се налази на надморској висини од 323 m.

## Становништво
Према подацима из 2002. године у насељу је живело 312 становника, од којих су сви румунске националности.